# إدارة الموارد

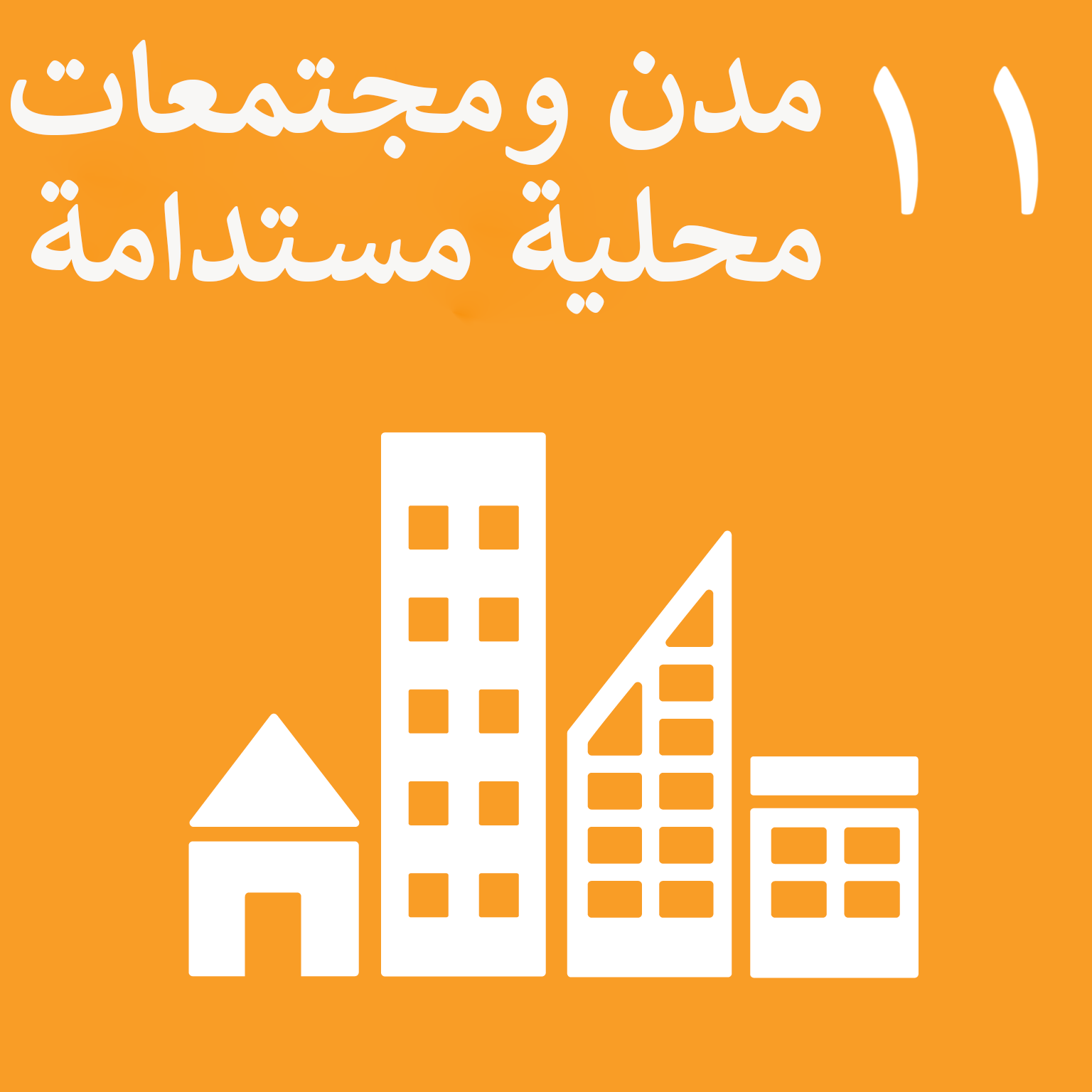
إدارة الموارد تجعل المدينة أكثر استدامة

إدارة الموارد في الاقتصاد (بالإنجليزية: Resources Management)‏ تحتاج كل مؤسسة قسما أو أقسام لإدارة الموارد، أي توفير الموارد التي تحتاجها المؤسسة بالحجم المناسب وفي الوقت المناسب. ينطبق ذلك على توفير الموارد المالية، ومخزونات المخازن، والموارد البشرية العاملة، ووسائل الإنتاج، وتوفير المعلوماتية.
وبالنسبة إدارة مشروع تشمل الإدارة تنظيم العمليات، وتوفير التكنولوجيا بغرض توفير أفضل الوسائل لتنفيذ المشروع. ومنها مناقشة الموارد الفعالة والموارد المكملة، ومقارنتها بأنظمة إدارة الموارد التي تقوم بعض المعاهد ببحثها وتتطويرها، مثل معهد إدارة المشروعات.
وتعتبر إدارة الموارد من أهم النقاط في تحديد موارد النشاط والموارد البشرية المناسبة لمشروع معين. وكل من تحديد موارد النشاط والموارد البشرية المناسبة هما العاملين الأساسيين لرسم خطة إدارة المشروع التفصيلية، وهي التي تحدد نجاح المشروع 
وتوجد بالنسبة إلى إدارة المشروعات الكبيرة برمجيات الحاسوب التي تعطي قوائما وأدوات تعمل على إرشاد مديري المشاريع وتسهيل لهم وسائل السيطرة على مستلزمات مشروع بعينه، وتساعدهم على تقدير الاحتياجات والتوريد.

## اقرأ أيضا
- موارد بشرية
- شركة
- شركة تابعة
- وقت العمل
- رسم بياني للتنظيم (شركة)